# Ткаченко, Андрей Яковлевич
Андре́й Я́ковлевич Ткаче́нко (15 сентября 1918 — 24 февраля 1978) — командир эскадрильи 18-го гвардейского авиационного полка 2-й гвардейской авиационной дивизии 2-го гвардейского авиационного корпуса авиации дальнего действия, гвардии майор, Герой Советского Союза (1944).

## Биография
Родился 15 сентября 1918 года на станции Кутейниково ныне Амвросиевского района Донецкой области. Работал электрослесарем.
В 1937 году призван в ряды Красной Армии. В 1938 году окончил школу лётчиков. В боях Великой Отечественной войны с июня 1941 года.
К июлю 1944 года совершил 240 боевых вылетов на бомбардировку военно-промышленных объектов в глубоком тылу врага. 5 ноября 1944 года за образцовое выполнение боевых заданий командования и проявленные при этом мужество и героизм майору Андрею Яковлевичу Ткаченко присвоено звание Героя Советского Союза с вручением ордена Ленина и медали «Золотая Звезда».
С 1946 года в запасе. Жил и работал в Киеве. Скончался 24 февраля 1978 года.